# Kopydło
Kopydło – potok w Beskidzie Śląskim, lewobrzeżny dopływ Wisły, o długości 7,57 km. Cały bieg w granicach miasta Wisła. Tok prawie w całości uregulowany.
Powstaje na wysokości ok. 510 m n.p.m. w Wiśle Głębcach z połączenia dwóch cieków: Łabajowa, płynącego spod Stożka i Kiczor, oraz Głębiczka, spływającego spod przełęczy Kubalonka. Płynie w kierunku północnym przez Wisłę Głębce i Wisłę Kopydło, by w Wiśle Dziechcince, w miejscu zwanym „na Oazie”, na wysokości ok. 439 m n.p.m. ujść do Wisły.